# Wikipedia tiếng Afrikaans
Wikipedia tiếng Afrikaans (Afrikaans: Afrikaanse Wikipedia) là phiên bản tiếng Afrikaans của bách khoa toàn thư mở Wikipedia. Dự hn này khởi động vào ngày 16 tháng 11 năm 2001, và là phiên bản thứ 11 được tạo ra. Đến ngày 16 tháng 6 năm 2008, phiên bản này có trên 10.000 bài viết và là phiên bản Wikipedia lớn thứ 78 theo số lượng của bài viết. Bên cạnh Nam Phi, phiên bản này còn được sử dụng và sửa đổi bởi những người đến từ Hà Lan, Bỉ, Namibia, Đức và một số từ Scandinavia.